# 蘭里市

蘭里市於大溫哥華地區的位置

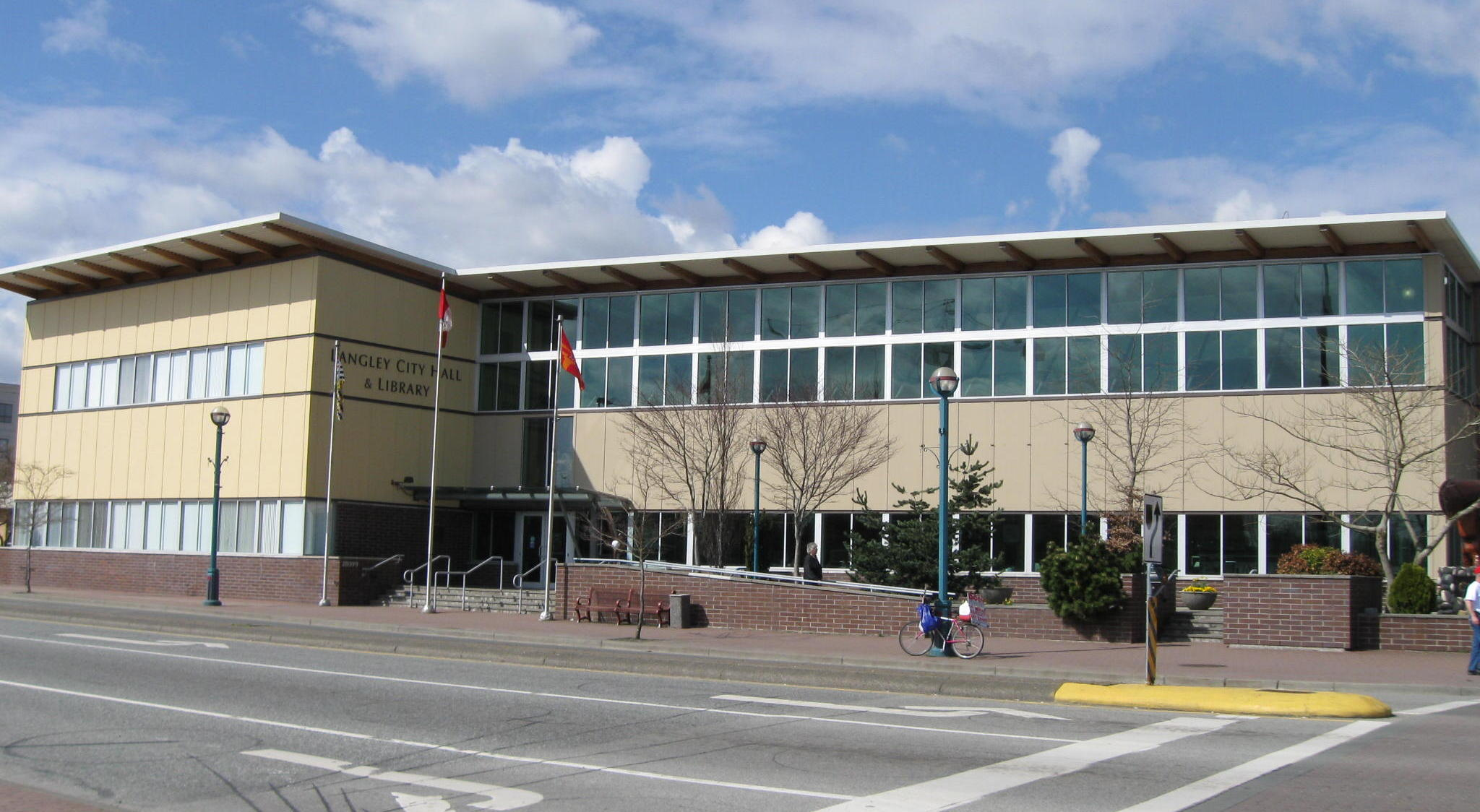
蘭里市政廳

蘭里市（或译蘭利）是一座位於加拿大卑詩省大溫哥華地區的城市。蘭里市西臨素里市的克樂佛代爾區，其餘三邊則由蘭里區包圍；蘭里市和蘭里區為各自獨立的地方行政區。根据2016年加拿大统计局人口普查，兰里市的人口为25,888人。
最先於蘭里市一帶定居的歐裔人是來自安大略省倫敦市的恩尼斯兄弟，該帶因此被稱為恩尼斯角落（Innes Corners）。1873年蘭里區成立後，恩尼斯角落成為該區的一部份，到1911年則改稱蘭里草原（Langley Prairie）。通往溫哥華的城際電車於1910年開通後，該帶的發展更為顯著，並於1955年3月15日脫離蘭里區自組行政架構，成為現時的蘭里市。

## 交通
蘭里市的公共交通服務由運輸聯線營運；市内有7條普通巴士綫和5條社區穿梭綫。現時蘭里市沒有軌道交通服務，但市民可乘搭巴士到素里中央站再轉乘架空列車的博覽綫。當局的遠景規劃中亦預期博覽綫到2030年或可伸延至蘭里市。
陸路交通方面，蘭里市的主要幹道為卑詩省1A省道（又稱菲沙公路）和10號省道；兩者均不屬高速公路規格。菲沙公路向西北通往克樂佛代爾區，向東南則通往奧德堡。10號省道向西通往三角洲，向東北則駁上橫加公路。此外，居民亦可透過200街駁上橫加公路和金穗大橋。

## 外部連結
49°06′15″N 122°39′27″W / 49.1041°N 122.65758°W
- 蘭里市官方網頁